# برادران سوپر اسمش. (بازی ویدئویی)
برادران سوپر اسمش. (به انگلیسی: Super Smash Bros.) (که با نام‌های برادران سوپر اسمش. ۶۴ یا اسمش ۶۴ نیز شناخته می‌شود) یک بازی ویدئویی مبارزه‌ای کراس اور است که توسط استودیو هالکن توسعه یافته و توسط نینتندو برای کنسول نینتندو ۶۴ منتشر شده‌است. این بازی نخستین بار در ۲۱ ژانویه ۱۹۹۹ در ژاپن و در ۲۶ آوریل ۱۹۹۹ در آمریکای شمالی و در اروپا در ۱۹ نوامبر ۱۹۹۹ منتشر شد. این نسخه اولین قسمت از سری برادران سوپر اسمش. محسوب می‌شود که شخصیت‌های چندین فرنچایز مختلف نینتندو از جمله ماریو، افسانه زلدا، Star Fox , Yoshi , Donkey Kong , Metroid , F-Zero , Mother، کِربی و پوکمون در بازی حضور دارند. این بازی مجموعه ای از شخصیت‌ها و مکان‌های فرنچایزهای نینتندو را ارائه می‌دهد و بازیکنان با استفاده از مهارت‌های منحصر به فرد هر شخصیت، برای بردن سعی در بیرون انداختن حریف از صحنه کنند یا بیشترین ضربه را داشته باشند.
برادران سوپر اسمش. پس از انتشار نظرات مثبتی زیادی را دریافت کرد. این بازی به موفقیت تجاری رسید و تا سال ۲۰۰۱ بیش از پنج میلیون نسخه در سراسر جهان فروخت و ۲٫۹۳ میلیون در ایالات متحده و ۱٫۹۷ میلیون در ژاپن فروش کرد. این جایزه از طرف آی‌جی‌ان به عنوان «بهترین بازی مبارزه ای» انتخاب شد، و از طرف طرفداران نینتندو عنوان Player's Choice را دریافت کرد. دنباله‌های بعدی این بازی برای کنسول‌های بعدی نینتندو نیز ساخته شدند از جمله بازی برادران سوپر اسمش. ستیز برای کنسول گیم‌کیوب که در سال ۲۰۰۱ منتشر شد.

## روند بازی

نس در حال رویارویی با کربی در مرحله قلمرو قارچ که بر پایهٔ فرنچایز ماریو ساخته شده‌است

مجموعه برادران سوپر اسمش. با ژانر رایج بازی‌های مبارزه‌ای تفاوت دارد؛ در این بازی به‌جای خالی‌کردن نوار جان حریف، بازیکنان می‌کوشند شخصیت‌های رقیب را از صحنهٔ نبرد به بیرون پرتاب کنند. هر بازیکن دارای یک میزان آسیب است که به صورت درصدی نمایش داده می‌شود و با دریافت ضربه افزایش می‌یابد. با بالا رفتن این درصد، شخصیت مورد حمله بیشتر به عقب پرتاب می‌شود. برای از پا درآوردن (KO) حریف، بازیکن باید او را به بیرون از لبه‌های صحنه پرتاب کند، چراکه صحنه‌ها دارای مرز بسته نیستند و فضای باز دارند. وقتی شخصیت از صحنه بیرون پرتاب شود، می‌تواند با استفاده از حرکت‌های پرشی سعی کند بازگردد؛ برخی شخصیت‌ها پرش بلندتری دارند و در بازگشت به صحنه ("ریکاوری") کار آسان‌تری دارند.
در حالی‌که بازی‌هایی مانند استریت فایتر و تکن نیازمند حفظ ترکیب‌های پیچیدهٔ دکمه‌ها هستند، برادران سوپر  اسمش . از ترکیب کنترل‌های یکسان برای تمام حرکت‌ها استفاده می‌کند. افزون بر این، شخصیت‌ها محدود به روبه‌رو شدن با حریف نیستند و می‌توانند آزادانه حرکت کنند. این بازی بیش از دیگر بازی‌های مبارزه‌ای بر مهارت‌های پرش در هوا و سکوپیمایی تمرکز دارد و صحنه‌ها بزرگ‌تر و پویاتر از یک سکو ساده و تخت هستند. در این بازی، مکانیزم‌هایی برای دفاع و جاخالی دادن نیز وجود دارد. گرفتن و پرتاب کردن شخصیت‌های دیگر نیز ممکن است. همچنین، پشتیبانی از رامبل پک نینتندو ۶۴ نیز گنجانده شده‌است.
سلاح‌ها و افزاره‌های گوناگونی در طول نبرد ظاهر می‌شوند که برای آسیب‌زدن، بازیابی جان یا افکندن آیتم‌های دیگر به‌کار می‌روند. این اشیاء به‌طور تصادفی در صحنه می‌افتند و از فرنچایزهای نینتندو گرفته شده‌اند، مانند پوستهٔ کوپا، پتک و توپکوی. نه صحنهٔ چندنفره بازی برگرفته از مکان‌های فرنچایزهای نینتندو هستند، مانند سیاره زبس از بازی متروید و سکتور زد از استارفاکس. هرچند این صحنه‌ها سه‌بعدی طراحی شده‌اند، بازیکنان فقط در یک صفحهٔ دوبعدی حرکت می‌کنند. صحنه‌ها پویایند، از سکوهای متحرک ساده تا تغییرات چشمگیر در کل ساختار صحنه. هر صحنه گیم‌پلی و انگیزه‌های راهبردی منحصربه‌فردی دارد که انتخاب صحنه را به عاملی تأثیرگذار در نبرد تبدیل می‌کند.
در حالت تک‌نفره، بازیکن با زنجیره‌ای از حریفان کامپیوتری در ترتیب خاصی مبارزه می‌کند و باید آن‌ها را با تعداد محدودی جان و در مدت زمان مشخصی شکست دهد. گرچه بازیکن می‌تواند درجه سختی و تعداد جان‌ها را تعیین کند، ترتیب حریفان همواره ثابت است. اگر بازیکن همهٔ جان‌های خود را از دست دهد یا زمان تمام شود، می‌تواند با پرداخت امتیاز ادامه دهد. این حالت در بازی‌های بعدی «حالت کلاسیک» نامیده می‌شود. در حالت تک‌نفره دو مینی‌گیم نیز وجود دارد: «شکستن هدف‌ها» و «پریدن بر سکوها» که در آن‌ها باید به‌ترتیب همهٔ هدف‌ها را شکست یا بر سکوهای ویژه بپرید. همچنین حالت «تمرینی» هم وجود دارد که در آن می‌توان شرایط بازی را تنظیم کرد و بدون محدودیت‌های مسابقهٔ استاندارد، با حریفان کامپیوتری تمرین کرد.
در حالت چندنفره تا چهار بازیکن می‌توانند با قوانینی که خود تعیین می‌کنند، به بازی بپردازند. مسابقات به‌صورت «جان‌محور» یا «زمان‌دار» از انواع این حالت‌اند. در حالت جان‌محور، هر بازیکن تعداد معینی جان دارد و در حالت زمان‌دار، محدودیت زمانی تعیین می‌شود و بازی با شمارش معکوس آغاز می‌گردد. در طول بازی می‌توان مسابقه را به‌صورت آزاد یا تیمی انجام داد. هنگامی‌که زمان به پایان برسد یا فقط یک بازیکن یا تیم باقی بماند، برنده مشخص می‌شود. اگر در پایان زمان، امتیاز دو یا چند بازیکن برابر باشد، بازی به حالت مرگ ناگهانی می‌رود؛ در این حالت همهٔ مبارزان با ۳۰۰٪ آسیب وارد میدان می‌شوند و آخرین نفری که باقی بماند، برندهٔ نهایی است.